# Турнишче
Турнишче (словен. Turnišče) је градић и управно средиште истоимене општине Турнишче, која припада Помурској регији у Републици Словенији.
По попису становништва из 2011. године, насеље Турнишче имало је 1.509 становника.